# Wissenschaftliche Gesellschaft an der Johann Wolfgang Goethe-Universität zu Frankfurt am Main
Die Wissenschaftliche Gesellschaft an der Johann Wolfgang Goethe-Universität Frankfurt am Main ist eine außeruniversitäre rechtsfähige Vereinigung von Gelehrten, die der Pflege der Wissenschaften dient. Sie hat ihren Sitz an der Goethe-Universität in Frankfurt am Main. Die Mitglieder sind an der Goethe-Universität und anderen Frankfurter wissenschaftlichen Einrichtungen tätige Wissenschaftler sowie Gelehrte anderer Universitäten. Die Gesellschaft umfasst alle Bereiche der Wissenschaft und ist nicht in Klassen unterteilt.

## Geschichte
Die Wissenschaftliche Gesellschaft an der Johann Wolfgang Goethe-Universität Frankfurt am Main ist aus der Straßburger Wissenschaftlichen Gesellschaft der Zeit des deutschen Kaiserreichs hervorgegangen. Diese wurde im Jahr 1906 von Professoren der 1872 neu errichteten deutschen Straßburger Universität (Kaiser-Wilhelm-Universität) gegründet.
Nach dem Ersten Weltkrieg und der Schließung der Universität mussten die altdeutschen Professoren das Elsass verlassen. Nach einer vorübergehenden Verlegung nach Heidelberg, den Wohnort ihres Mitgründers Harry Bresslau, der seit 1911 bis zu seinem Tod 1926 Vorsitzender der Gesellschaft war, übersiedelte sie nach Frankfurt am Main, um den für Wissenschaftsakademien üblichen universitären Anschluss an die dortige, 1914 gegründete Hochschule zu finden. Die Universität Heidelberg war bereits durch die Heidelberger Akademie der Wissenschaften besetzt. Der Umzug wurde rechtswirksam erst im Jahr 1931 vollzogen. In diesem Jahr wurde der Frankfurter Mediziner und Naturforscher Albrecht Bethe zum ersten Vorsitzenden der Frankfurter Ära der Gesellschaft gewählt. Nach 1933 geriet die Gesellschaft in eine schwierige Lage, Vorsitzender und Vorstand mussten zurücktreten. Seit 1937 wurde sie vom NS-Rektor der Universität Frankfurt, dem Neuhistoriker Walter Platzhoff, geleitet. Dessen ungeachtet erreichte die Gesellschaft, dass ihre zahlreichen jüdischen Mitglieder nie offiziell ausgeschlossen wurden. Während des Zweiten Weltkriegs ging der Großteil der Unterlagen der Gesellschaft verloren. Ende 1945 konstituierte sie sich neu. 1947 wurde der heute geführte neue Name angenommen. Dem Ideal ihrer Anfänge folgend hat sich die Gesellschaft nie in eine geisteswissenschaftliche und eine naturwissenschaftliche Klasse aufgespalten.

## Aufgaben
Durch die regelmäßige Veranstaltung von Sitzungen mit wissenschaftlichen Vorträgen und anschließendem Diskurs pflegt die Wissenschaftliche Gesellschaft das Gespräch zwischen den verschiedenen Wissenschaftsdisziplinen. Außerdem veranstaltet sie öffentliche Vorträge und Symposien und gibt Publikationen heraus, die sich an wissenschaftliche Laien, Politiker und Spezialisten richten können. Die Gesellschaft kooperiert neben der Goethe-Universität auch mit anderen Universitäten und unterstützt wissenschaftliche Unternehmungen auch von Nichtmitgliedern. Sie steht im Austausch mit sechs in- und ausländischen Wissenschaftsakademien.

## Mitglieder
- Verzeichnis der Mitglieder der Wissenschaftlichen Gesellschaft an der Universität zu Frankfurt